# Storia
storia – piąty singel zespołu Kalafina, wydany 1 lipca 2009 roku. Album zawiera piosenki śpiewane przez Wakana, Keiko oraz Hikaru. Tytułowy utwór został wykorzystany w NHK General TV jako "image song" Rekishi Hiwy.
Singel osiągnął 15 pozycję w rankingu Oricon, sprzedano 7 093 egzemplarzy.

## Lista utworów
Wszystkie utwory zostały skomponowane i napisane przez Yuki Kajiura.
Dysk pierwszy (CD)
| Nr | Tytuł                     | Czas |
| -- | ------------------------- | ---- |
| 1. | "storia"                  | 3:38 |
| 2. | "lirica"                  | 5:20 |
| 3. | "storia 〜Instrumental〜" | 3:38 |

Dysk drugi (DVD)
| Nr | Tytuł                | Czas |
| -- | -------------------- | ---- |
| 1. | "storia" (wideoklip) |      |